# Ievgueni Samsónov
Ievgueni Samsónov (rus: Евгений Борисович Самсонов)  (Moscou, 15 de setembre de 1926 - Moscou, 30 de setembre de 2014) fou un remer rus que va competir sota bandera soviètica durant les dècades de 1940 i 1950.
El 1952 va prendre part en els Jocs Olímpics d'Estiu de Hèlsinki, on guanyà la medalla de plata en la prova del vuit amb timoner del programa de rem. Quatre anys més tard, als Jocs de Melbourne, quedà eliminat en semifinals en la mateixa prova.
En el seu palmarès també destaquen tres medalles d'or al Campionat d'Europa de rem en la prova del vuit amb timoner, el 1953, 1954 i 1955. El 1954 guanyà la Grand Challenge Cup de la Henley Royal Regatta. A nivell nacional guanyà cinc campionats soviètics en el vuit amb timoner (1949, 1952-1954 i 1956). Una vegada retirat, entre el 1959 i 1976, fou l'entrenador de la selecció nacional soviètica de rem, dirigint l'equip nacional en cinc Jocs Olímpics, els compresos entre 1960 i 1976.
Ha publicat més de 40 treballs científics, inclosos llibres de text i material didàctic.